# Додани, Висар
Висар Додани (алб. Visar Dodani; 1857, Корча — 1939, Бухарест) — албанский журналист, публицист и активист Албанского национального возрождения.
Висар Додани родился в Корче, на юге Албании (тогдашняя часть Османской империи), в богатой семье в 1857 году. В 1880 году он перебрался в Бухарест (Румыния), где присоединился к албанской ассоциации «Дрита», ведущей организации Албанского национального возрождения. Она издавала свою газету «Shqipëria», которой руководил Додани. Будучи в Румынии Додани часто писал статьи в румынские газеты об албанских вопросах. В 1896 году румынское правительство предложило ему румынское гражданство. Висар Додани также был одним из основателей националистической организации «Албанское православное объединение» (алб. Lidhja Shqiptare Ortodokse).
В 1898 году Додани опубликовал коллекцию албанского фольклора «Mjalt' e mbletësë a farë-faresh, viersha, të-thëna, njera-tiatra, dhe fytyra Shqipëtarësh me jetën e tyre» из 247 страниц, напечатанных в типографии албанской общины Бухареста. 8 февраля 1903 года Додани опубликовал в Бухаресте «Trigelhim a Serb' e Zuzarevet», сборник сатирической поэзии, посвященный тем, кто не хотел, чтобы завещание В. Тарпо (албанского изгнанника) стало достоянием общественности. В 1910 году он перевёл и адаптировал «Трубадура» Сальваторе Каммарано, либретто для оперу Верди.
В 1915 году Додани поселился в Женеве, в Швейцарии. Он принимал участие в дипломатических усилиях Албании, выступая в качестве секретаря местного Албанского национального комитета (алб. Komiteti Kombëtar Shqiptar) во главе с Турхан-пашой, которого позднее сменил Адамиди Фрашери. Осенью 1919 года Додани вернулся в Румынию. Умер он в Бухаресте.